# Francesco Maria I della Rovere
Francesco Maria I della Rovere (Senigallia, 25 marzo 1490 – Pesaro, 20 ottobre 1538) è stato un nobile e condottiero italiano rinascimentale, duca di Urbino e Sora, nonché nipote di papa Giulio II e del duca Federico da Montefeltro.

## Biografia

### Infanzia
Figlio di Giovanni della Rovere, signore di Senigallia e capitano generale della Chiesa e di Giovanna da Montefeltro, figlia di Federico III da Montefeltro, fu educato negli anni giovanili dall'umanista Ludovico Odasio e fu molto legato alla famiglia materna.

### A Urbino
Lo zio materno, Guidobaldo da Montefeltro, privo di una diretta discendenza, lo volle accanto a sé nella corte di Urbino e nel 1504 lo indicò come suo successore dopo averlo adottato. Nel 1502 la famiglia della Rovere perse la signoria di Senigallia che fu occupata dai borgiali di Cesare Borgia, il quale, in quegli anni, rappresentava la figura dominante nelle Marche.

### Matrimonio

Tiziano, Ritratto di Eleonora Gonzaga della Rovere (1538), Galleria degli Uffizi.

Nel 1505 sposò Eleonora Gonzaga, figlia del marchese di Mantova Francesco II e di Isabella d'Este.

### Duca d'Urbino
Quando nel 1508, con la morte di Guidobaldo I, si estinse la discendenza dei da Montefeltro, Francesco figlio di Giovanna primogenita di Federico da Montefeltro divenne Duca e Signore d'Urbino. Inoltre grazie all'appoggio di Giuliano della Rovere, suo zio, salito al soglio pontificio nel 1503 come Giulio II, poté finalmente riacquisire il controllo di Senigallia.
Nel 1509 Francesco Maria divenne, al pari del padre prima di lui e sempre per investitura di Giulio II, capitano generale della Chiesa, ruolo che gli permise di distinguersi in seguito nella lotta contro Ferrara e contro Venezia.

### Perdita del Ducato
Nel 1512, dopo la morte senza eredi del signore di Pesaro, Costanzo II Sforza, il Duca ricevette dal Papa anche la signoria di Pesaro. Tuttavia di lì a poco la sua posizione di privilegio verrà meno, in seguito alla morte dello zio Giulio II e all'elezione di Leone X. Il cambio degli equilibri porterà alla perdita del ducato di Urbino che nel 1517 verrà ceduto a Lorenzo de' Medici duca di Urbino, nipote del papa Leone X, e sarà recuperato solo nel 1521, alla morte del papa.
Dopo aver combattuto in Lombardia dal 1523 al 1525, sotto il pontificato di un altro Medici, Clemente VII, il della Rovere si mise lentamente ai margini della scena.

### Imprese militari
Secondo il parere di molti storici può essere individuata nella sua poco energica presa di posizione una delle cause dell'invasione dei Lanzichenecchi di Carlo V d'Asburgo, i quali saranno contrastati senza successo solo da Giovanni dalle Bande Nere, l'ultimo dei capitani di ventura.
La calata in Italia di queste truppe vedrà come conseguenza prima la caduta del Castello di Milano nel settembre del 1526, e il successivo sacco di Roma del 1527.
Tra le ultime vicende vissute da protagonista si ricorda la presa di Pavia, espugnata sul finire degli anni venti, e l'essersi schierato al fianco di Venezia. A Verona nel 1527, in qualità di Governatore generale delle Milizie Venete, costruì il Bastione delle Maddalene (opera erroneamente attribuita a Michele Sanmicheli) sull'angolo orientale della cinta muraria di Campo Marzo.
In seguito, per osteggiare il pontefice nel dominio delle Marche combinò il matrimonio di suo figlio Guidobaldo II della Rovere con Giulia Da Varano.

### Ultimi anni e morte
Negli ultimi anni della sua signoria accrebbe notevolmente il prestigio della propria corte soprattutto proteggendo le arti, com'era antica tradizione del suo Ducato. Si spese inoltre nel migliorare le opere di fortificazione, già intraprese dal padre Giovanni (che aveva fatto edificare la Rocca di Senigallia).
Morì a Pesaro il 20 ottobre 1538 e gli succedette il figlio Guidobaldo II. Del suo avvelenamento fu accusato il barbiere del duca Pier Antonio da Sermide, mentre fu scagionato Aloisio Gonzaga, marchese di Castel Goffredo assieme al cognato Cesare Fregoso.

#### Possibili circostanze di morte
Si credeva che il Duca fosse stato avvelenato, forse durante una delle sue visite a Venezia, e morì sei settimane dopo. Di questa morte e delle sue cause si parlò ampiamente in Italia e all'estero. Secondo la cronaca di Girolamo Maria da Venezia, si pensava che Francesco Maria fosse stato ucciso dal suo barbiere, Pier Antonio da Sermide. Gli "Annali d'Italia" pubblicati da Ludovico Muratori nel 1538 riportano un manoscritto secondo il quale l'assassino era Luigi Gonzaga. Questa versione la ritroveremo poi tra storici come Sardi, Reposati e Tondini. Gli storici successivi scrissero che chiunque avesse avuto l'idea, tutti erano d'accordo nel ritenere che l'esecutore fosse il barbiere, che mise il veleno nell'orecchio del Duca. Secondo i documenti pubblicati, dopo la morte del Duca, il suo corpo fu esaminato e furono trovate tracce di veleno; il barbiere fu torturato per ordine del figlio del defunto Guidobaldo della Rovere, e sotto tortura ammise di averlo fatto su istruzioni di Luigi Gonzaga (cugino di Eleonora) e di suo cognato, il condottiero Cesare Fregoso. Le ragioni per cui Luigi potrebbe aver ordinato questo omicidio non sono chiare, anche se i rapporti tra il Duca e Luigi non erano facili: diversi anni prima, il Duca si era opposto al Senato veneziano dando a Luigi l'incarico di capitano di fanteria e Fregoso di capitano di cavalleria. Al momento della morte del Duca, Luigi era già diventato generale dell'esercito veneziano.

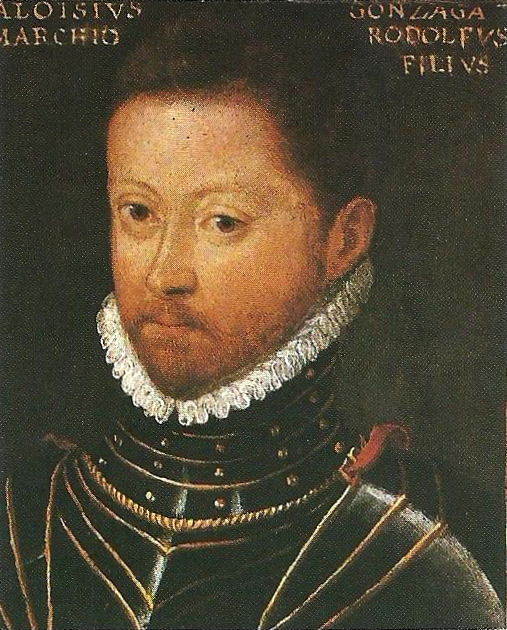
Ritratto di Aloisio Gonzaga

Luigi Gonzaga venne a conoscenza delle accuse di Guidobaldo mentre era lontano dalla scena. Negò con veemenza ogni coinvolgimento e gli anni successivi furono occupati dai tentativi di Guidobaldo di vendicare il padre e dai tentativi di Luigi di trovare protezione. Di conseguenza, il nuovo Duca avviò un'azione legale e Luigi trovò un medico che testimoniò che il Duca non era morto di veleno e fece appello al Papa; entrambe le parti si rivolsero allora all'imperatore per ottenere giustizia, poi Luigi si rivolse al re di Francia. Di conseguenza, dopo diversi anni di tale corrispondenza, la Repubblica di Venezia, dove viveva l'imputato, si rifiutò di aprire il caso. Successivamente, Pietro Aretino si unì al battibecco dalla parte del duca di Urbino, marchiando il Gonzaga e Fregoso, ma già in una lettera del 1540 si scusò per aver collegato i nomi di due “così degne persone col delitto del vile barbiere”. Chiesero risarcimenti per diffamazione. Guidobaldo si rivolse nuovamente al papa, il quale disse che non poteva fare nulla. Nel 1541 Fregoso venne catturato dal marchese del Vasto, governatore del Ducato di Milano. È stata conservata una lettera di Guidobaldo al marchese, in cui chiede di non ucciderlo finché non avrà rivelato il suo segreto. Fregoso morì in prigionia. Nel 1543 Guidobaldo smise di inseguire il suo nemico, che morì per cause naturali a Castel Goffredo nel 1549.
Lo studioso di Shakespeare Bullough sottolinea che il metodo stesso per uccidere il padre di Amleto fu preso da Shakespeare direttamente dalla storia della morte del duca di Urbino (nella Leggenda scandinava di Amleto, da cui il drammaturgo prese molto, il re fu semplicemente pugnalato a morte nella sala del banchetto). Inoltre, il ricercatore sottolinea che nella versione originale della leggenda manca anche la scena in cui Amleto confronta i ritratti dei due re fratelli. Esiste però una lettera di Pietro Aretino, nella quale loda dettagliatamente, con ogni sorta di ottimi epiteti, il ritratto del duca d'Urbino, dipinto da Tiziano, e l'aspetto e il carattere morale di questo monarca. Un'incisione di questo ritratto con iscrizione allegata fu pubblicata da Paolo Giovio in Elogia virorum bellica virtute illustrium (1575).

## Discendenza
Francesco Maria ed Eleonora Gonzaga ebbero tredici figli:
- Federico della Rovere (Urbino, 21 marzo 1511[12] - Urbino, 1511), morto a due mesi;
- Guidobaldo II della Rovere (Urbino, 2 aprile 1514 - Pesaro, 28 settembre 1574), che sposò Giulia Varano e poi Vittoria Farnese;
- Ippolita della Rovere (Urbino, c.1515 - Napoli luglio 1538), che sposò Antonio d'Aragona duca di Montalto;
- Giovanna (Urbino, 1515 - Urbino, 1518);
- Giovanni (Urbino, 1516 - Urbino, 1518);
- Caterina (Urbino, 1518 - Urbino, 1520);
- Beatrice (Urbino, 1521 - Urbino, 1522);
- Francesco Maria (Urbino, 1523 - Urbino, 1525);
- Maria (Urbino, 1527 - Urbino, 1528);
- Elisabetta Isabella della Rovere (Urbino, 1529 - Massa, 6 giugno 1561), che sposò Alberico I Cybo-Malaspina;
- Giulia della Rovere (Casteldurante, 1531 -Ferrara, 4 aprile 1563), che sposò Alfonso d'Este, marchese di Montecchio;
- Giulio della Rovere (Mantova, 15 aprile 1533 - Fossombrone, 3 settembre 1578), cardinale.
- Violante (Urbino, 1535 - Urbino, 1538).

## Ritratti

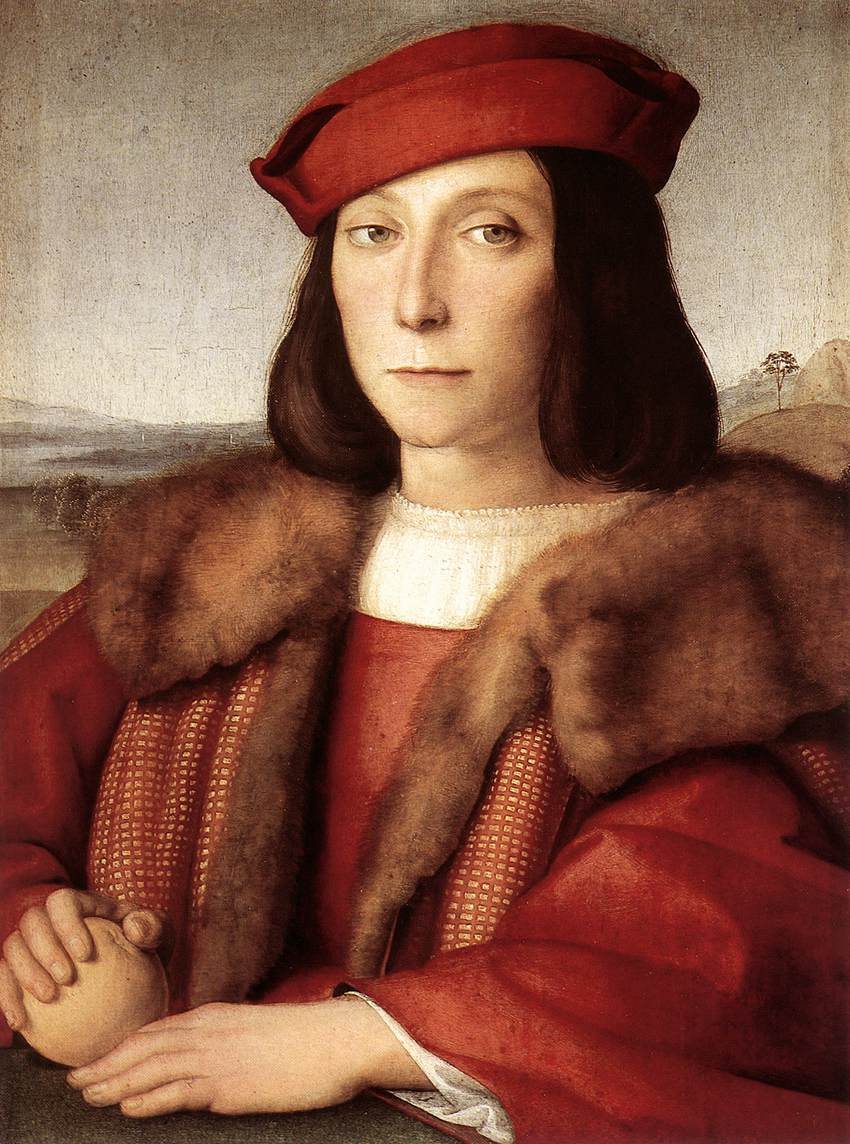
Ritratto di giovane con la mela, Raffaello, Uffizi, (1504 circa), presunto giovane Francesco della Rovere
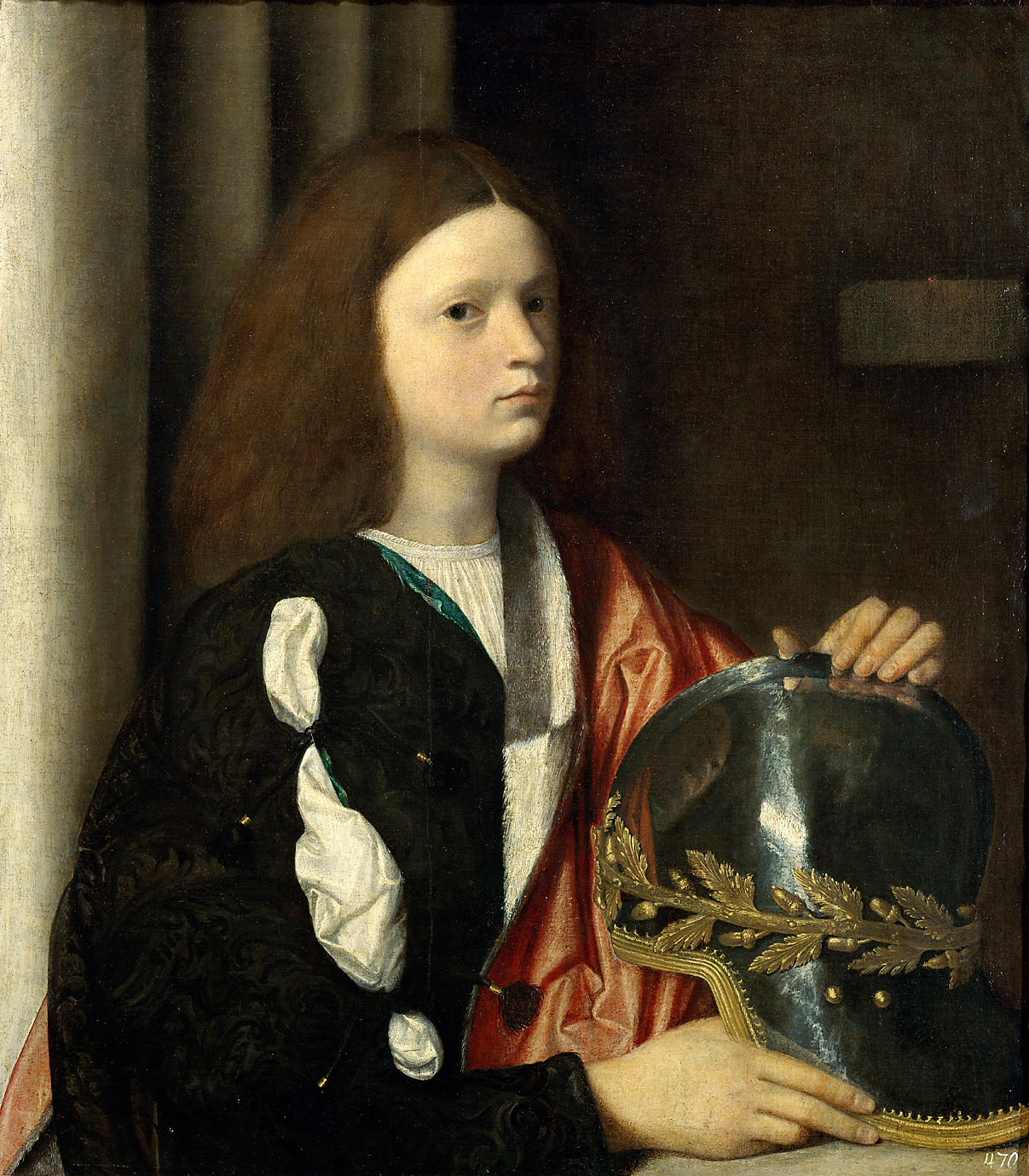
Presunto ritratto di Francesco Maria I della Rovere, Giorgione
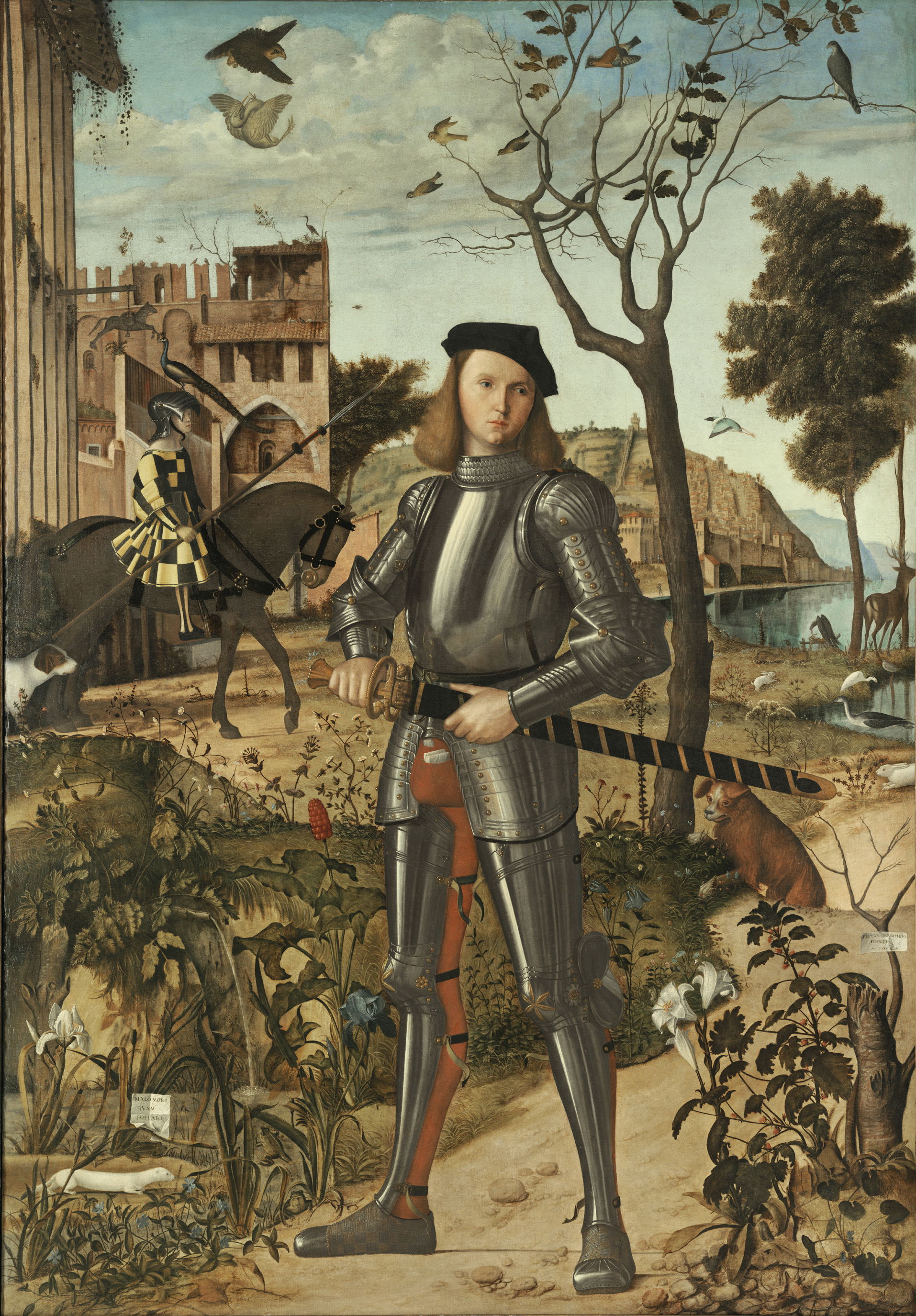
Ritratto di cavaliere, Carpaccio, forse ritratto di Francesco
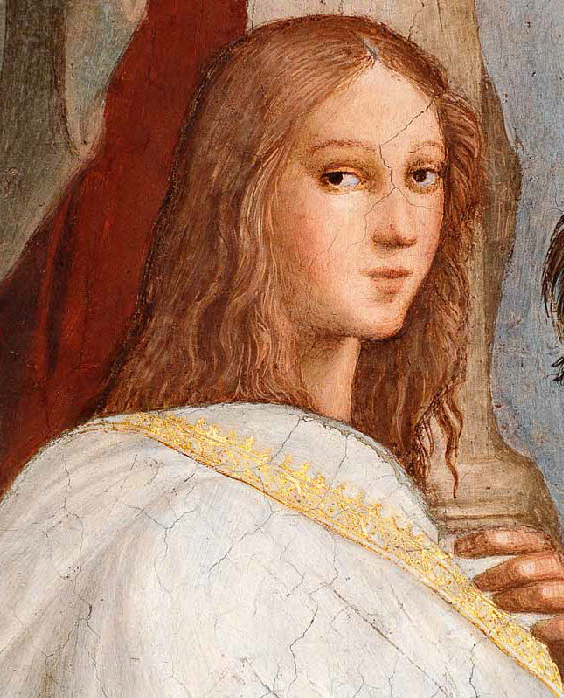
Raffaello, la Kalokagathia, presunto ritratto di Francesco della Rovere giovane[13] (particolare de La scuola di Atene), Stanza della Segnatura
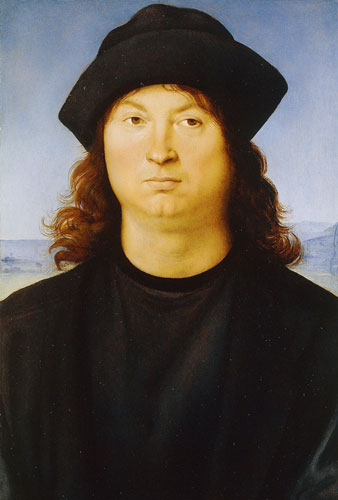
Raffaello Sanzio, Ritratto virile, a volte identificato con Francesco Maria

Nella Galleria degli Uffizi a Firenze, dove arrivarono nel 1631 con la dote di Vittoria della Rovere, ci sono due ritratti del Duca d'Urbino.

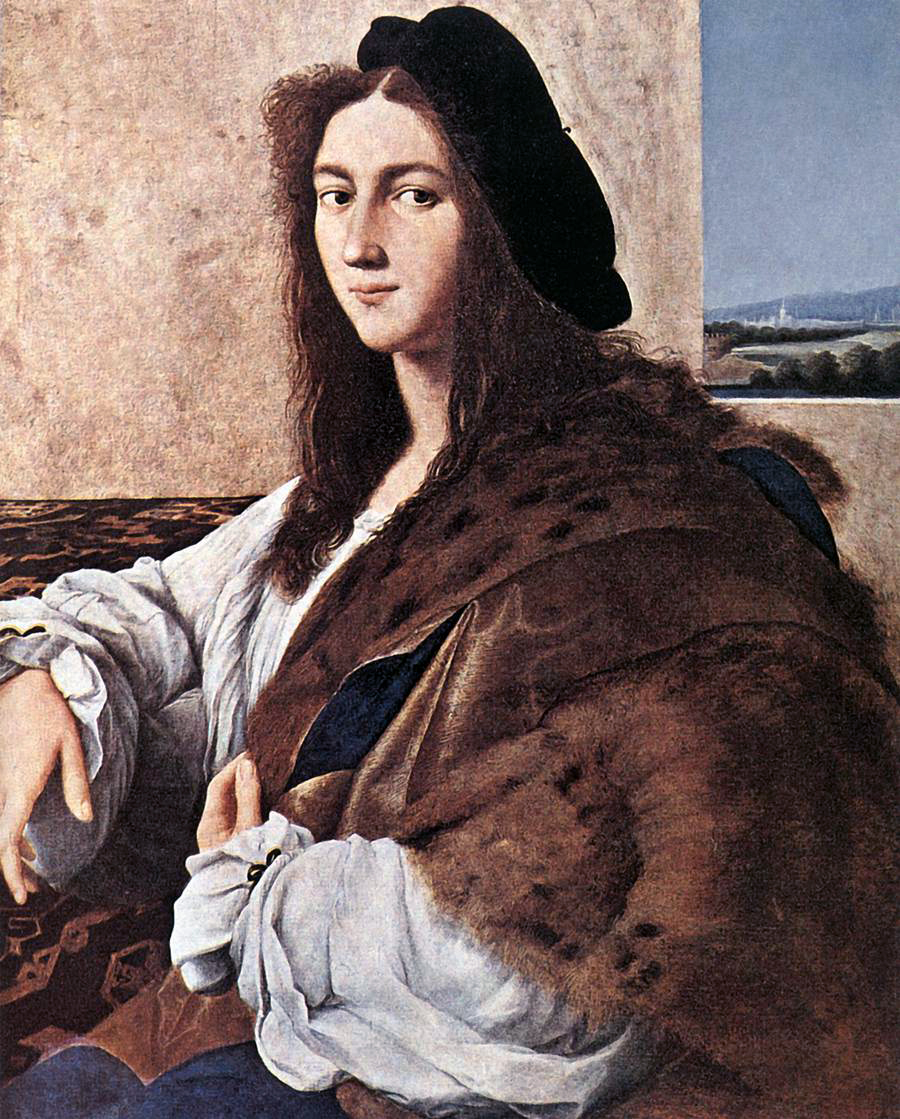
Il Ritratto di giovane uomo, presunto autoritratto di Raffaello oppure raffigurante il giovane della Rovere

Il primo di questi è un'opera di Tiziano, che ritrae Francesco Maria della Rovere in armatura, con la barba e in età matura. Il quadro, commissionato nel 1536, fu completato dal pittore nel 1538, e col ritratto giovanile di Bartolomeo Veneto, rappresenta l'unica immagine certa del duca.
Il secondo ritratto del Duca agli Uffizi è oggi comunemente attribuito a Raffaello. Il quadro, che ritrae il soggetto in età giovanile, è di solito indicato come Ritratto di giovane con la mela e datato al 1504 circa.
Dubbia, seppur ritenuta tale per molto tempo, è invece l'identificazione di Francesco Maria con la figura biancovestita rappresentata dallo stesso Raffaello nella celebre Scuola di Atene, così come altri due dipinti attribuiti a Raffaello o alla sua bottega: il Ritratto di giovane uomo o per altri il Ritratto virile.
Celebre inoltre è un altro presunto ritratto del 1510 di Carpaccio, con un giovane cavaliere, da alcuni indicato come Francesco Maria.
Una statua di Francesco Maria I della Rovere, opera di Giovanni Bandini del 1587, si trova nel cortile del Palazzo Ducale di Venezia. Questa scultura, originariamente posta nel cortile d'ingresso del Palazzo Ducale di Pesaro, fu donata a Venezia da Francesco Maria II nel 1624.

## Amletodi Shakespeare
Benché in dramma Amleto di Shakespeare sia ambientato in Danimarca, alcuni riferimenti ad un Gonzago
(Shakespeare, Amleto, Atto III, Scena II)

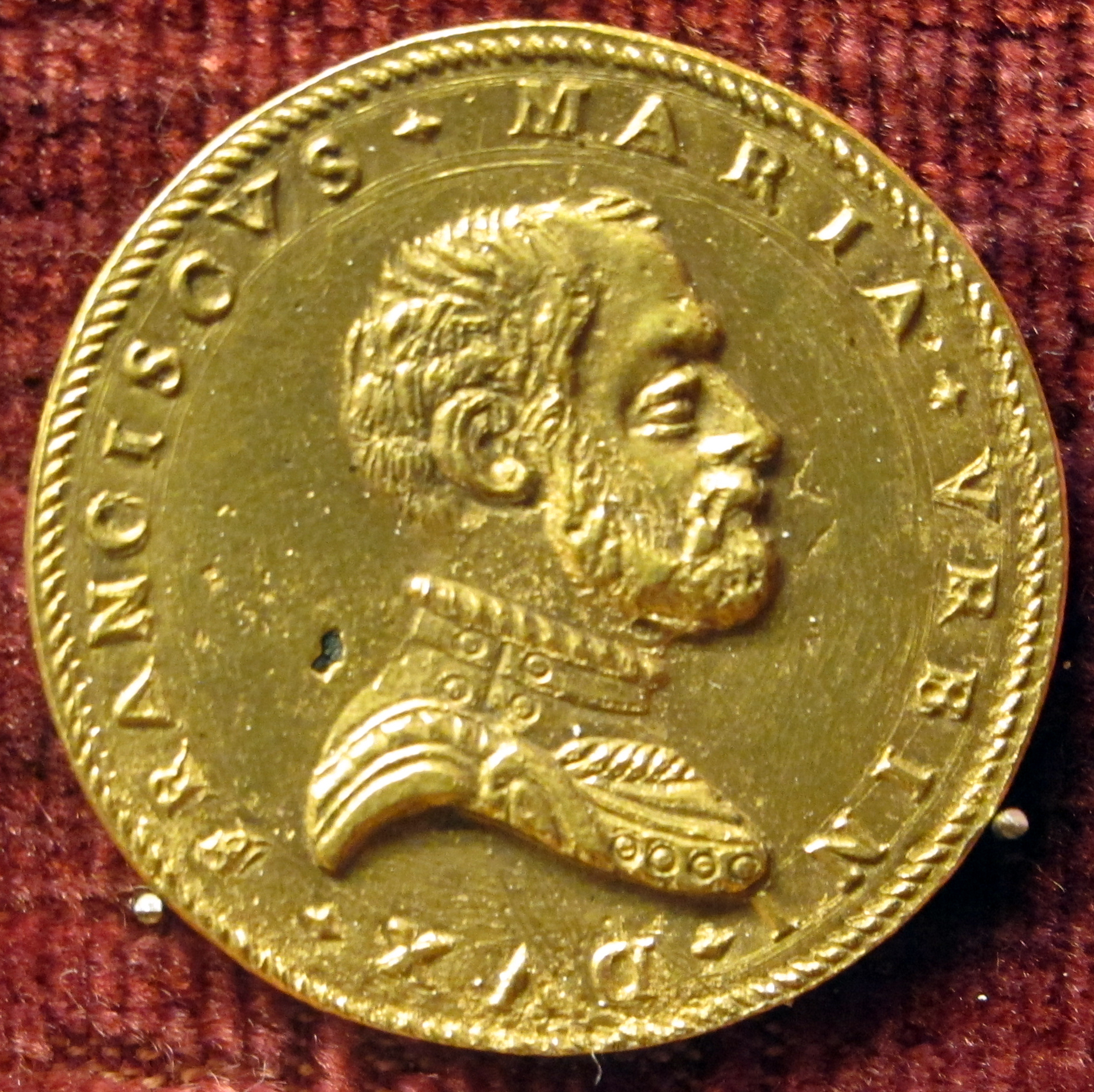
Medaglia d'oro del duca Francesco Maria I della Rovere

e alle modalità di assassinio di Amleto farebbero pensare che lo scrittore si sia rifatto a qualche resoconto dell'epoca, trasmesso "in buon italiano". Si tratterebbe dell'episodio che portò alla morte nel 1538 del duca di Urbino Francesco Maria I della Rovere, marito di Eleonora Gonzaga, forse avvelenato da un sicario del marchese di Castel Goffredo Aloisio Gonzaga, cugino della moglie. Il riferimento invece a "Baptista" riguarderebbe un altro duca di Urbino, Federico da Montefeltro, che sposò Battista Sforza.

## Ascendenza
|                                |                            |                               | Genitori                               |  |  | Nonni |  |  | Bisnonni                                 |  |  | Trisnonni |  |
|                                |                            |                               |                                        |  |  |       |  |  | Leonardo Beltramo di Savona della Rovere |  |  | …         |  |
|                                |                            |                               |                                        |  |  |       |  |  | Leonardo Beltramo di Savona della Rovere |  |  | …         |  |
|                                |                            | …                             |                                        |  |  |       |  |  | Leonardo Beltramo di Savona della Rovere |  |  |           |  |
| Raffaello della Rovere         |                            |                               |                                        |  |  |       |  |  | Leonardo Beltramo di Savona della Rovere |  |  |           |  |
|                                |                            | Luchina Monleone              | Giovanni Monleone                      |  |  |       |  |  |                                          |  |  |           |  |
|                                |                            | Luchina Monleone              | Giovanni Monleone                      |  |  |       |  |  |                                          |  |  |           |  |
|                                |                            | Luchina Monleone              | Caterina Cipolla                       |  |  |       |  |  |                                          |  |  |           |  |
| Giovanni della Rovere          |                            | Luchina Monleone              |                                        |  |  |       |  |  |                                          |  |  |           |  |
|                                |                            | Giovanni Manirolo             | …                                      |  |  |       |  |  |                                          |  |  |           |  |
|                                |                            | Giovanni Manirolo             | …                                      |  |  |       |  |  |                                          |  |  |           |  |
|                                |                            | Giovanni Manirolo             | …                                      |  |  |       |  |  |                                          |  |  |           |  |
| Teodora Manirolo               |                            | Giovanni Manirolo             |                                        |  |  |       |  |  |                                          |  |  |           |  |
|                                |                            | …                             | …                                      |  |  |       |  |  |                                          |  |  |           |  |
|                                |                            | …                             | …                                      |  |  |       |  |  |                                          |  |  |           |  |
|                                |                            | …                             | …                                      |  |  |       |  |  |                                          |  |  |           |  |
| Francesco Maria I della Rovere |                            | …                             |                                        |  |  |       |  |  |                                          |  |  |           |  |
|                                | Guidantonio da Montefeltro | Antonio II da Montefeltro     |                                        |  |  |       |  |  |                                          |  |  |           |  |
|                                | Guidantonio da Montefeltro | Antonio II da Montefeltro     |                                        |  |  |       |  |  |                                          |  |  |           |  |
|                                | Guidantonio da Montefeltro | Agnesina di Vico              |                                        |  |  |       |  |  |                                          |  |  |           |  |
| Federico da Montefeltro        | Guidantonio da Montefeltro |                               |                                        |  |  |       |  |  |                                          |  |  |           |  |
|                                |                            | Elisabetta degli Accomanducci | Guido Paolo di Matteo conte di Petroia |  |  |       |  |  |                                          |  |  |           |  |
|                                |                            | Elisabetta degli Accomanducci | Guido Paolo di Matteo conte di Petroia |  |  |       |  |  |                                          |  |  |           |  |
|                                |                            | Elisabetta degli Accomanducci | …                                      |  |  |       |  |  |                                          |  |  |           |  |
| Giovanna da Montefeltro        |                            | Elisabetta degli Accomanducci |                                        |  |  |       |  |  |                                          |  |  |           |  |
|                                |                            | Alessandro Sforza             | Muzio Attendolo Sforza                 |  |  |       |  |  |                                          |  |  |           |  |
|                                |                            | Alessandro Sforza             | Muzio Attendolo Sforza                 |  |  |       |  |  |                                          |  |  |           |  |
|                                |                            | Alessandro Sforza             | Lucia Terzani                          |  |  |       |  |  |                                          |  |  |           |  |
| Battista Sforza                |                            | Alessandro Sforza             |                                        |  |  |       |  |  |                                          |  |  |           |  |
|                                |                            | Costanza da Varano            | Piergentile da Varano                  |  |  |       |  |  |                                          |  |  |           |  |
|                                |                            | Costanza da Varano            | Piergentile da Varano                  |  |  |       |  |  |                                          |  |  |           |  |
|                                |                            | Costanza da Varano            | Elisabetta Malatesta                   |  |  |       |  |  |                                          |  |  |           |  |
|                                |                            | Costanza da Varano            |                                        |  |  |       |  |  |                                          |  |  |           |  |